# Jüdische Liberale Gemeinde Emet weSchalom Nordhessen
Die Jüdische Liberale Gemeinde Emet weSchalom e.V. Nordhessen (hebr. Emet weSchalom = "Wahrheit und Frieden") ist eine progressive jüdische Gemeinde mit Sitz in Felsberg und regionalem Angebot in und für Nordhessen.

## Gemeinde
Die jüdische Gemeinde Emet weSchalom wurde im Herbst 1995 in Kassel gegründet. Sie gehört zu den ersten liberalen jüdischen Gemeinden in Deutschland nach dem Nationalsozialismus und zu den Gründungsmitgliedern der 1997 gegründeten Dachorganisation Union progressiver Juden in Deutschland. Aufgrund der intensiven Zuwanderung von Juden aus der ehemaligen Sowjetunion befand sich das Judentum in Deutschland in den neunziger Jahren in einer intensiven Wachstumsphase. Diese Entwicklung führte auch in Nordhessen zur Wiederbelebung des progressiven Judentums. Während liberale jüdische Gemeinden in Hessen sowie in ganz Deutschland vor dem Nationalsozialismus den Großteil der jüdischen Gemeinden ausmachten, ist Emet weSchalom heute die einzige liberale jüdische Gemeinde in Hessen. Zwischen 2001 und 2010 befand sich der Gemeindesitz im nordhessischen Gudensberg. Seit Juni 2010 hat die Gemeinde ihren Sitz in Felsberg.
Veranstaltungen finden sowohl in den Gemeinderäumen in Felsberg als auch dem 1843 erbauten Kulturhaus Synagoge in Gudensberg statt. Gottesdienste werden regelmäßig in Deutsch und Hebräisch sowie gelegentlich auch in Russisch und Englisch gehalten. Im Einklang mit der progressiven Tradition gilt bei Emet weSchalom vollkommene Gleichberechtigung zwischen Männern und Frauen.
Neben Gottesdiensten bietet die Gemeinde auch kulturelle Angebote wie Hebräischunterricht und Vorträge sowie eine jüdische Bibliothek an.
Im Oktober 2010 entschied die ebenfalls dem Reformjudentum zugehörige Gemeinde Temple Israel aus Dayton, Ohio, der Jüdischen Liberalen Gemeinde Emet weSchalom eine ihrer Torahrollen zu spenden, und übergab sie in einer feierlichen Zeremonie. Temple Israel wollte damit an ihre deutschen Wurzeln erinnern sowie das progressive Judentum in Deutschland stärken. Im selben Jahr erhielt die Gemeinde eine weitere Torahrolle als Dauerleihgabe aus der Handschriftensammlung der Domgemeinde Fritzlar.

## Synagoge

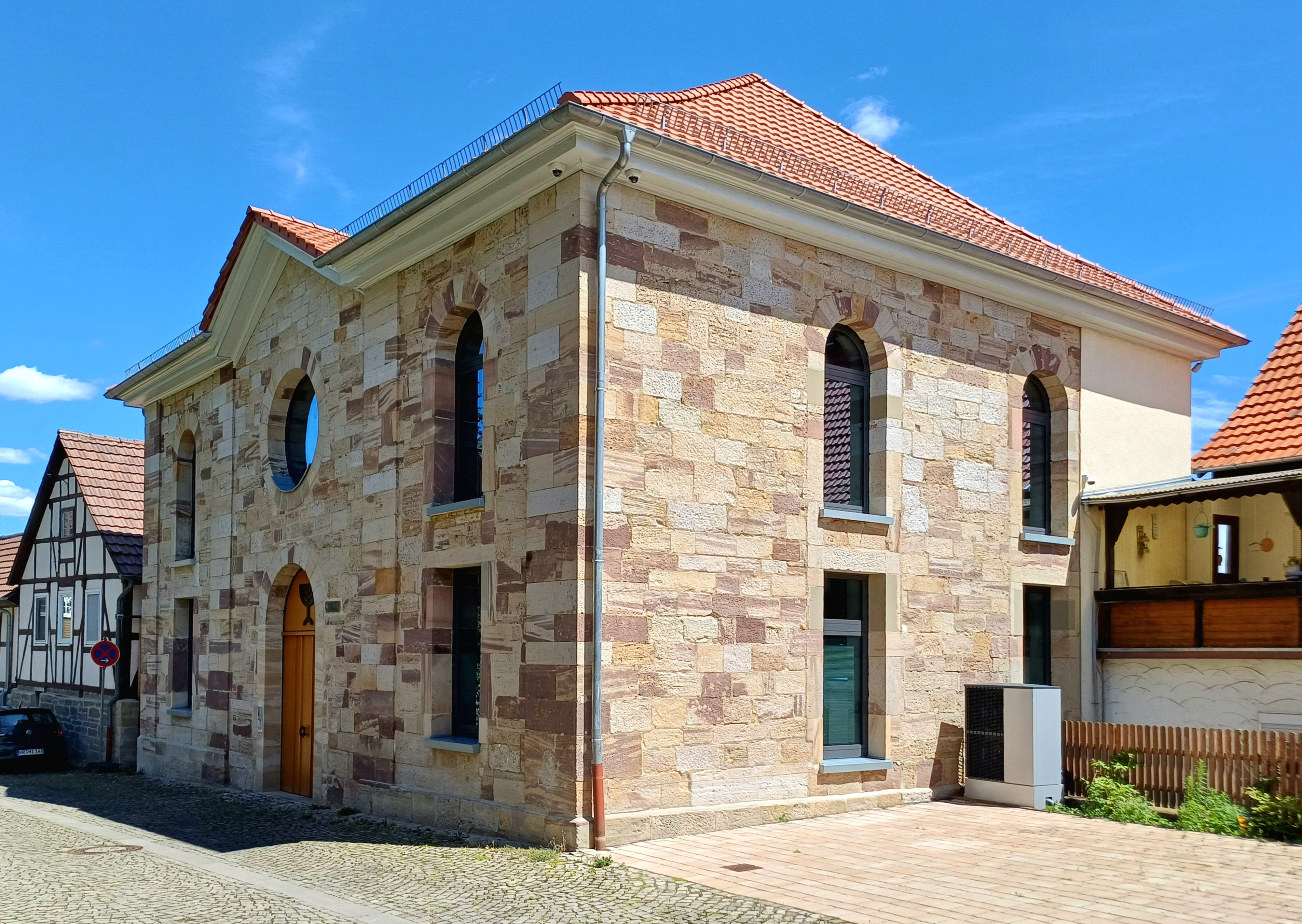
Synagoge Felsberg

Die 1847 eingeweihte historische Synagoge in Felsberg überstand die Herrschaft des Nationalsozialismus ohne wesentliche bauliche Schäden; allerdings wurde in der Pogromnacht am 8. November 1938 das Inventar geplündert und zerstört. Nach dem Krieg diente der Bau jahrzehntelang als Gaststätte. 2012 wurde ein „Verein zur Rettung der Felsberger Synagoge“ ins Leben gerufen; seine jahrelangen Bemühungen, das stattliche Gebäude für die wiedererstandene jüdische Gemeinde nutzbar zu machen, waren letztendlich von Erfolg gekrönt: Im September 2016 fand dort der erste jüdische Gottesdienst der Nachkriegszeit statt, und seitdem dient die Synagoge der Jüdischen Liberalen Gemeinde als Gotteshaus.

## Wurzeln und Vorgänger von Emet weSchalom
Die Jüdische Liberale Gemeinde Emet weSchalom Nordhessen sieht sich in der Nachfolge einer lebendigen und reichhaltigen jüdischen Tradition in Nordhessen. Bei weitem der größte Teil der dort bis zur Shoah ansässigen Juden gehörte der liberalen Tradition an. Die nachfolgenden Informationen sind hauptsächlich dem Buch „Die Jüdischen Gemeinden in Hessen“ von Paul Arnsberg aus dem Jahr 1971 entnommen.
In Gudensberg hatte es seit 1646 jüdische Einwohner gegeben. 1825 entstand dort auch eine jüdische Volksschule und 1730 ein jüdischer Friedhof. Die 1843 erbaute Synagoge dient heute der Stadt Gudensberg als Kulturhaus und wird von Emet weSchalom zu jüdischen Feiertagen genutzt.
In Felsberg wurde bereits 1593 ein Schutzjude erwähnt. Mitte des 19. Jahrhunderts war die jüdische Gemeinde auf rund 200 Mitglieder angewachsen, das entsprach etwa einem Sechstel der Stadtbevölkerung. Die Gemeinde hatte eine Schule, eine Mikwe und einen Friedhof. 1847 wurde die historische, heute erneut genutzte Synagoge eingeweiht. 
In Kassel stand an dem Ort, an dem heute die Synagoge der Einheitsgemeinde steht, bis 1938 die von Albrecht Rosengarten erbaute liberale Synagoge. Es war die Synagoge der deutlich größten jüdischen Gemeinde in Nordhessen.
In Eschwege, östlich von Kassel, befand sich seit 1250 eine der ältesten jüdischen Gemeinden in Deutschland. „Die Mehrheit der Gemeinde war liberal eingestellt, eine kleine Gruppe war streng orthodox.“
In Fritzlar wurde 1849 die liberale jüdische Gemeinde „Neue Religionsgesellschaft“ mit eigener Elementarschule gegründet.
In Marburg wurde 1848 eine Reformgruppe „Neue Deutsche Glaubensgenossen“ gegründet.
Neben den bereits genannten Gemeinden gab es 1933 91 kleinere jüdische Gemeinden in Nordhessen mit insgesamt ca. 4117 Mitgliedern.

## Mitgliedschaften
- World Union for Progressive Judaism
- Union progressiver Juden in Deutschland